# Jastrzębniki (powiat nowotomyski)
Jastrzębniki – wieś w Polsce, położona w województwie wielkopolskim, w powiecie nowotomyskim, w gminie Opalenica.
W okresie Wielkiego Księstwa Poznańskiego (1815-1848) wieś wzmiankowana jako Jastrzembniki. Należała ona do wsi większych w ówczesnym powiecie bukowskim, który dzielił się na cztery okręgi (bukowski, grodziski, lutomyślski oraz lwowkowski). Ówczesne Jastrzembniki należały do okręgu grodziskiego i stanowiły część majątku Grodzisk (Grätz), którego właścicielem był wówczas Szolc i Łubieński. Według spisu urzędowego z 1837 roku wieś liczyła 282 mieszkańców i 25 dymów (domostw).
W latach 1954–1959 wieś należała i była siedzibą władz gromady Jastrzębniki, po jej zniesieniu w gromadzie Opalenica-Zachód. W latach 1975–1998 miejscowość należała administracyjnie do województwa poznańskiego.